# Ivo Radovniković
Ivo „Ive” Radovniković (ur. 8 lutego 1918 w Splicie, zm. 27 października 1977 tamże) – piłkarz jugosłowiański grający podczas kariery na pozycji pomocnika.

## Kariera klubowa
Ivo Radovniković całą piłkarską karierę spędził w klubie Hajduk Split, którego był wychowankiem. Z Hajdukiem w czasie wojny i tuż po jej zakończeniu zdobył dwukrotnie mistrzostwo Chorwacji w 1941 i 1946. Po wojnie dwukrotnie zdobył mistrzostwo Jugosławii w 1950 i 1952. Ogółem w latach 1936–1953 rozegrał w barwach Hajduka 475 spotkań, w których zdobył 160 bramek.

## Kariera reprezentacyjna
W 1950 uczestniczył w mistrzostwach świata. Na turnieju Brazylii był rezerwowymi i nie wystąpił w żadnym meczu. Nigdy nie zdołał zadebiutować w reprezentacji Jugosławii.

## Kariera trenerska
Po zakończeniu kariery piłkarskiej Radovniković został trenerem. Karierę trenerską rozpoczął w Veležu Mostar w 1954. Potem prowadził Hajduk Split, Slogę Doboj, RNK Split i kluby z niższych klas rozgrywkowych.